# Zdzisław Filus
Zdzisław Filus (ur. 27 kwietnia 1953, zm. 6 września 2023) – polski elektronik i nauczyciel akademicki, doktor habilitowany nauk technicznych, profesor Politechniki Śląskiej.

## Życiorys
Ukończył liceum ogólnokształcące w Zabrzu, a następnie w 1976 r. Wydział Automatyki i Informatyki (obecnie to Wydział Automatyki, Elektroniki i Informatyki) Politechniki Śląskiej w Gliwicach. W 1986 uzyskał stopień doktora nauk technicznych na podstawie napisanej pod kierunkiem Stanisława Malzachera pracy pt. Wprowadzenie do analizy i syntezy układów do wytwarzania i odbierania fal ultradźwiękowych metodą zmiennego pola magnetycznego do celów defektoskopii. W 1997 obronił habilitację pt. Przetworniki elektromagnetyczno-akustyczne. Teoria i zastosowania.
Zdzisław Filus całe swoje zawodowe życie związał z Politechniką Śląską. W latach 2002–2019 pełnił obowiązki zastępcy dyrektora ds. nauki Instytutu Elektroniki, będąc jednocześnie kierownikiem Zakładu Podstaw Elektroniki i Radiotechniki. W latach 2019–2020 pełnił funkcję kierownika Katedry Elektroniki, Elektrotechniki i Mikroelektroniki. Prowadził wykłady z układów elektronicznych, techniki impulsowej, elektroniki samochodowej oraz z miernictwa, również w języku angielskim. Był wysokiej klasy specjalistą z zakresu układów analogowych, defektoskopii ultradźwiękowej, elektroniki samochodowej, impulsowych układów zasilających oraz techniki oświetleniowej LED. Jego dorobek to ponad 70 publikacji zamieszczonych w czasopismach i materiałach konferencji krajowych i międzynarodowych.

## Odznaczenia
- Srebrny Krzyż Zasługi (1998)[5]
- Złoty Krzyż Zasługi (2005)[6]